# Lensia pannikari
Lensia pannikari är en nässeldjursart som beskrevs av Daniel 1970. Lensia pannikari ingår i släktet Lensia och familjen Diphyidae. Inga underarter finns listade i Catalogue of Life.